# Scriptaphyosemion banforense
Scriptaphyosemion banforense – gatunek ryby z rzędu karpieńcokształtnych. Występuje w Gwinei i Wybrzeżu Kości Słoniowej. Osiąga do 4,0 cm długości.